# Ulu Dag
El Ulu Dag (en turco: Uludağ, que significa 'montaña Grande'; también, Keşiş Dağı , 'montaña de los Monjes'), el antiguo Olimpo de Misia, es una montaña en la provincia de Bursa, Turquía, con una altitud de 2543 m s. n. m.. Es un centro popular para los deportes de invierno como el esquí y un parque nacional de rica flora y fauna. También son populares las actividades veraniegas como el trekking o la acampada.

## Historia
En la Antigüedad la cordillera de la que forma parte, extendiéndose a lo largo del límite meridional de Bitinia, era conocido como Olympos en griego y Olympus en latín, siendo su extremo occidental conocido como el Olimpo de Misia y el oriental como el Olimpo de Bitinia, y la ciudad de Bursa era conocida como Prusa ad Olympum por su ubicación cerca de la montaña. A lo largo de la Edad Media, contuvo ermitas y monasterios: "El auge de este centro monástico en el siglo VIII y su prestigio hasta el siglo XI se unen a la resistencia de numerosos monjes a la política de los emperadores iconoclastas y luego a una oposición latente al monasticismo constantinopolitano urbano de los estuditas." Uno de los más grandes monjes del oriente cristiano, el monje bizantino san Juanicio el Grande, vivió como eremita en esta montaña.
El monte Ulu Dag es la más alta montaña del mar de Mármara. Su pico más alto es Kartaltepe con 2.543 m s. n. m. Al norte están las altas mesetas: Sarıalan, Kirazlıyayla, Kadıyayla y Sobra.
Hay una mina de wolframio abandonada cerca de la cumbre. La mina y la planta integraa, que fueron construidas en 1974 por 60 millones de dólares, fueron al final cerradas en 1989 debido a los altos costes de producción.

## Parque nacional de Uludağ en Turquía
Parque nacional de Uludağ queda alrededor de 22 kilómetros al sur de Bursa y se asciende al monte por carretera o por teleférico. Bursa puede alcanzarse por carretera desde Estambul. El teleférico asciende desde Bursa y tiene una parada intermedia en los prados alpinos de Kadiyayla alrededor de 1.200 m de altura. Acaba en Sarialan alrededor de 1.630 m.

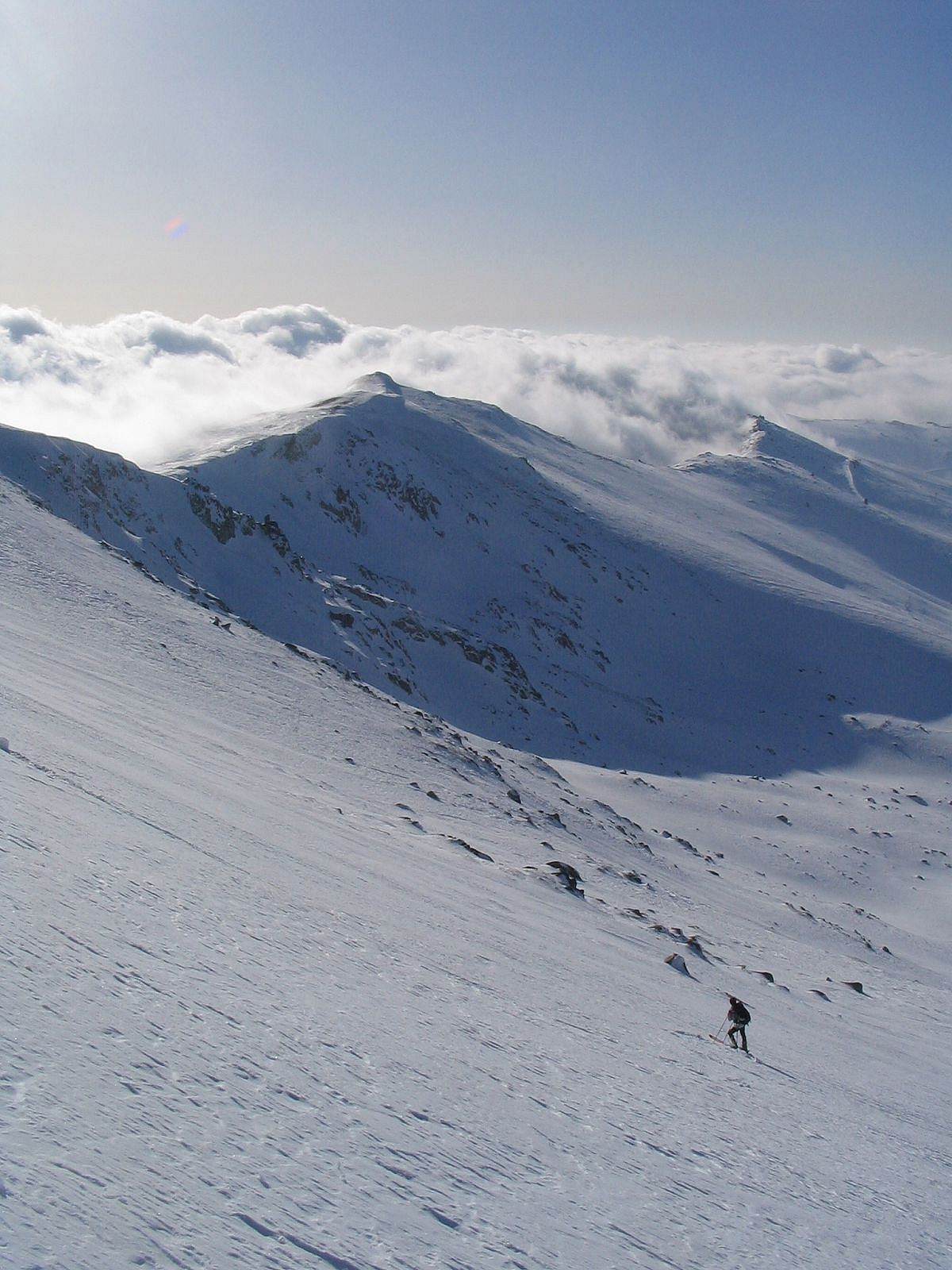
El monte Ulu Dag, el antiguo Olimpo de Misia, es uno de los centros de esquí más populares de Turquía.

Los hábitats del parque van desde la maquia en las laderas inferiores, a través de bosques caducifolios y bosque de haya y abetos a los prados alpinos en los niveles más altos. Hay un refugio para aves de montaña, como el quebrantahuesos y otros buitres, el águila real y más de veinte especies más de rapaces. Otras especies de gran altitud incluyen acentor alpino, roqueros y chovas. La región es también buena en especies orientales como el collalba isabel, y, en casi todos los puntos más occidentales de su cadena, verdecillo de cabeza roja y trepador de Krüper. El denso bosque de abetos conserva agateador común, piquituerto común y mochuelo boreal, un ave rara y muy local de Turquía, así como el pico dorsiblanco. Puede encontrarse una rara mariposa local, la apolo Parnassius apollo graslini, en Ulu Dag y la zona tiene gran interés para los botánicos, con coloridas prímulas rosas, Primula vulgaris var sibthorpii; dorónico de Leopardo; azafranes: el crocos púrpura y el crocus amarillo y morito azul.